# Super Aguri SA08
El Super Aguri SA08 fue el monoplaza con el que Super Aguri participó en la temporada 2008 de Fórmula 1. El equipo japonés no pudo trabajar con el SA08  durante la pretemporada a causa de sus graves problemas financieros, hecho que acusaría notablemente en los Grandes Premios. Durante el invierno, incluso se llegó a dudar de la participación de Super Aguri en 2008; como también de la continuidad de Anthony Davidson, que se decía podía ser sustituido por otro piloto que aportara dinero a través de patrocinadores. Entre numerosos rumores e inactividad en la pista, los japoneses no se dejaron ver durante la pretemporada. Davidson ya advirtió de los problemas que conllevaría eso:

"Creo que será duro, según donde está el equipo en este momento. Será duro para nosotros. Seremos uno de los equipos del fondo del pelotón, seguro."

## Temporada 2008 de Fórmula 1

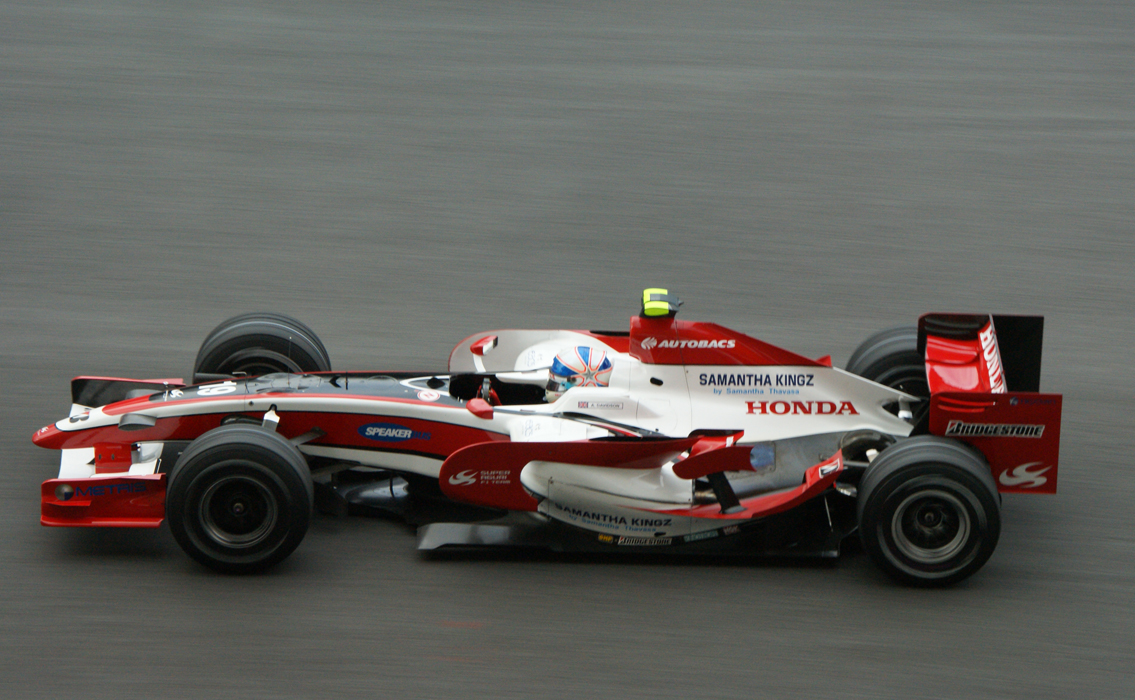
El SA08 de Anthony Davidson en el Gran Premio de Malasia.

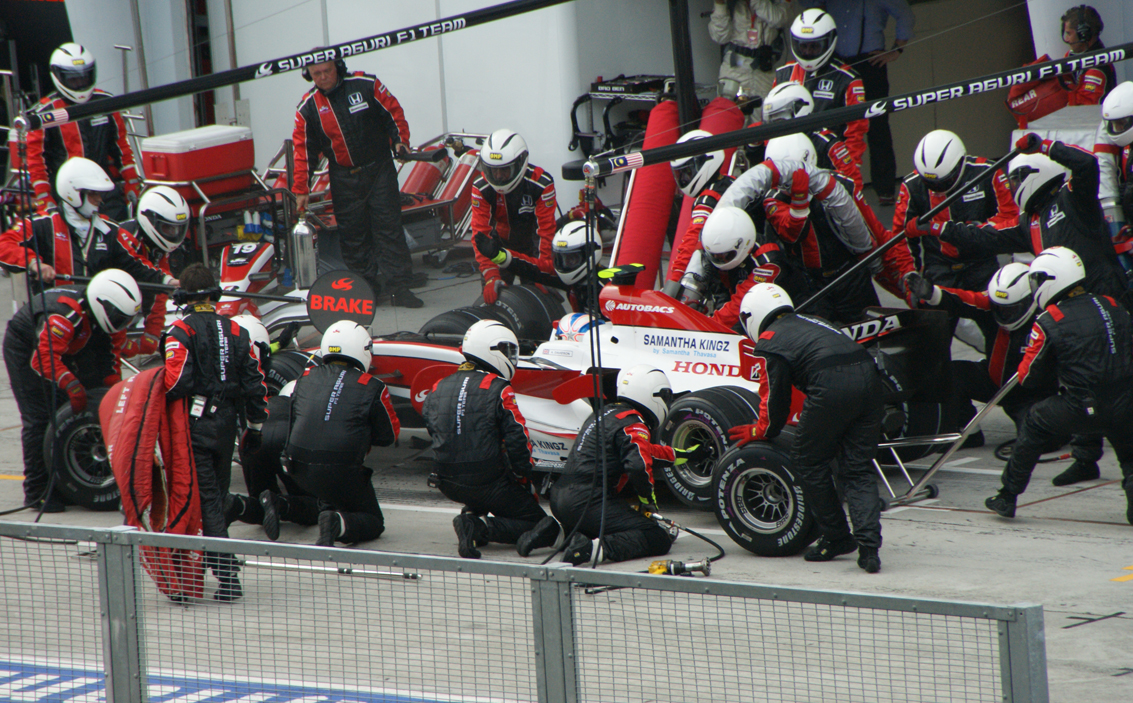
El SA08 en los boxes del circuito de Sepang.

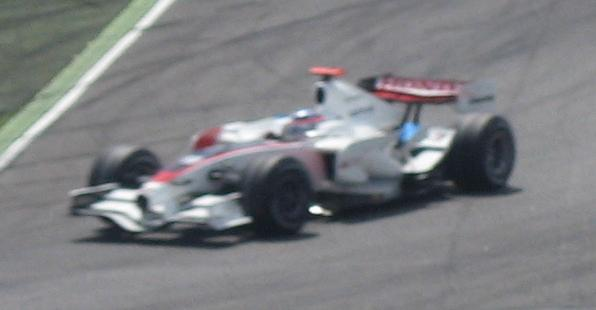
Takuma Satō durante el Gran Premio de España, cuarta y última carrera del SA08 y de Super Aguri.

Finalmente, después de llegar a un acuerdo verbal con un inversor inglés, Super Aguri pudo disputar la prueba inaugural de la temporada 2008 de Fórmula 1, el Gran Premio de Australia. Obviamente, el equipo se vio perjudicado por la inactividad y tanto Satō como Davidson no pudieron llegar a la línea de meta tras una pobre clasificatoria, aunque el piloto japonés rodó en posiciones decentes durante parte de la carrera. En las siguientes citas del mundial, si bien los pilotos pudieron finalizar, tampoco consiguieron los buenos resultados del año anterior; y para colmo, el acuerdo con el inversor no se materializó y la escudería nipona volvía a estar en apuros, ya que Honda parecía estar cansada de ayudar a su equipo satélite. Finalmente, después de llegar con la soga al cuello a España (donde Satō acabó 13º) y de que Nick Fry pidiera a Bernie Ecclestone que impidiera el acceso de Super Aguri al Gran Premio de Turquía, Aguri Suzuki anunció que su equipo se retiraba del Mundial de Fórmula 1 por insolvencia económica el 6 de mayo de 2008:

"Muy a mi pesar, debo informar que el equipo cesará sus actividades en la competición desde hoy. El equipo ha competido contra los muchos equipos que cuentan con el apoyo de constructores y ha triunfado al obtener sus primeros puntos después de haber competido en sólo 22 carreras y haber acabado noveno en el campeonato de constructores en 2007. Sin embargo, el incumplimiento de contrato por el socio prometido SS United Oil & Gas resultó en la pérdida de un apoyo económico e inmediatamente colocó a la escudería en una situación financiera complicada. El cambio de dirección entorno al equipo, en lo que se refiere al uso de chasis hecho a medida, también ha afectado nuestro capacidad para encontrar socios. Mientras tanto, con la ayuda de Honda, hemos logrado, de alguna forma, mantener al equipo, pero nos ha parecido complicado establecer un camino para continuar las actividades en el futuro dentro del ambiente entorno a la F1 y, como resultado, hemos decidido retirarnos del campeonato"

## Resultados
(Clave) (negrita indica pole position) (cursiva indica vuelta rápida)
| Año  | Motor                | Neu. | N.º | Pilotos          | 1   | 2   | 3   | 4   | 5   | 6   | 7   | 8   | 9   | 10  | 11  | 12  | 13  | 14  | 15  | 16  | 17  | 18  | Puntos | Pos. |
| ---- | -------------------- | ---- | --- | ---------------- | --- | --- | --- | --- | --- | --- | --- | --- | --- | --- | --- | --- | --- | --- | --- | --- | --- | --- | ------ | ---- |
| 2008 | Honda RA808-E 2.4 V8 | B    |     |                  | AUS | MYS | BHR | ESP | TUR | MON | CAN | FRA | GBR | GER | HUN | EUR | BEL | ITA | SIN | JPN | CHN | BRA | 0      | 11º  |
| 2008 | Honda RA808-E 2.4 V8 | B    | 18  | Takuma Satō      | Ret | 16  | 17  | 13  | DNP |     |     |     |     |     |     |     |     |     |     |     |     |     | 0      | 11º  |
| 2008 | Honda RA808-E 2.4 V8 | B    | 19  | Anthony Davidson | Ret | 15  | 16  | Ret | DNP |     |     |     |     |     |     |     |     |     |     |     |     |     | 0      | 11º  |